# (35068) 1989 SF4
1989 SF4 (asteroide 35068) é um asteroide da cintura principal. Possui uma excentricidade de 0.05833420 e uma inclinação de 10.74787º.
Este asteroide foi descoberto no dia 26 de setembro de 1989 por Eric Walter Elst em La Silla.